# Гаврилов Юрій Васильович
Ю́рій Васи́льович Гаври́лов (рос. Юрий Васильевич Гаврилов, нар. 3 травня 1953, Одинцовський район) — радянський футболіст, що грав на позиції півзахисника. По завершенні ігрової кар'єри — футбольний тренер, а з 2009 року — ліцензований футбольний агент. Майстер спорту СРСР міжнародного класу (1979). Заслужений майстер спорту Росії (2007), засновник власної школи футболу — СК «Святогор» у Москві.
Виступав, зокрема, за «Спартак» (Москва), у складі якого став дворазовим чемпіоном СРСР і найкращим бомбардиром чемпіонату, а також збірну СРСР, у складі якої був учасником ЧС-1982.

## Клубна кар'єра
У футбольну команду «Іскра» потрапив у сім років, коли його, граючого з іншими дітьми на стадіоні, помітив керівник клубу. Починав на позиції крайнього нападника. Під час виступів в аматорській лізі був помічений Костянтином Бєсковим та запрошений в «Динамо» (Москва). У складі біло-блакитних тоді грало багато хороших гравців — Маслов, Анічкін, Якубик, Гершкович, Байдачний, Долматов та інші. Пробитися в основний склад було дуже важко, і Гаврилов нечасто виходив на поле.
1977 року Бєсков, що став тренером московського «Спартака», запросив Юрія в нову команду. Гаврилов став у «Спартаку» ключовим півзахисником, і тут повною мірою розкрився його комбінаційний талант диспетчера. Зв'язки Гаврилов — Ярцев, а потім Гаврилов — Родіонов становили фірмовий стиль команди. Діючи з глибини поля, Гаврилов віддавав своєчасні та дотепні паси (зазвичай — вперед, врозріз), настільки зручні для адресата, що тому залишалося лише пробити повз воротаря. Гаврилов не лише відрізнявся точним пасом, а й результативною грою в атаці. 1981 року він забив 21 м'яч, а в 1983 з 18 голами став найкращим бомбардиром чемпіонату. Всього за свою кар'єру в «Спартаку» Гаврилов забив 90 м'ячів, увійшов до символічного Клуб Григорія Федотова (140 голів). Він багато разів входив до списку 33 найкращих футболістів СРСР.
1985 року Гаврилову прийшло запрошення з віденського «Рапіда». Бєсков на перехід одного з лідерів погодився і на новий сезон взяв у команду Віктора Пасулька на місце Гаврилова. Проте потрапити в австрійський клуб Гаврилов так і не зумів і в наступному сезоні виступав в дніпропетровському «Дніпрі», а потім в московському «Локомотиві».
За кордоном Гаврилов таки пограв — в 1988 він виїхав до Фінляндії, в клуб ППТ Порі, де провів два сезони граючим тренером та повернувся в «Локомотив».
Завдяки зусиллям Гаврилова команда вийшла у фінал Кубка СРСР 1990 року, проте у фіналі Гаврилов не грав (в півфіналі з «Динамо» йому зламали ключицю). Команда в підсумку програла «Динамо» (Київ) з розгромним рахунком — 1:6.
1992 року, після розвалу СРСР був створений вищий дивізіон Росії, куди замість команд з союзних республік увійшло багато нових клубів. В один з них — «Асмарал» — Гаврилова запросив все той же Бєсков, допомогти молодій команді.
В 1993 році виступав за «Інтеррос», де допоміг стати найкращим бомбардиром команди Олексію Снігірьову, після чого став граючим тренером «Сатурна» (Раменське).
Завершив професійну ігрову кар'єру у Молдові, виступаючи протягом 1995—1997 роках у клубах «Агро» і «Спуманте».

## Виступи за збірну
19 листопада 1978 року дебютував в офіційних матчах у складі збірної СРСР в товариській грі проти збірної Японії, яка завершилась розгромною перемогою радянської команди з рахунком 4:1, а Гаврилов забив один із голів.
1980 року виступав у складі збірної СРСР на домашньому олімпійському футбольному турнірі. Здобув бронзові нагороди, зіграв 5 матчів, забив 3 голи.
У складі збірної СССР був учасником чемпіонату світу 1982 року в Іспанії. Зіграв в усіх 5-ти матчах, забив 1 гол.
Протягом кар'єри у збірній команді, яка тривала 8 років, провів у її формі 46 матчів, забив 10 голів.

## Кар'єра тренера
Розпочав повноцінну тренерську кар'єру 2000 року, очоливши тренерський штаб клубу «Чкаловець-Олімпік». Наступного року ненадовго очолив національну збірну Демократичної Республіки Конго.
Наразі останнім місцем тренерської роботи був клуб «Мостранзгац», команду якого Юрій Гаврилов очолював як головний тренер з 2002 до 2003 року.
З 2009 року працює ліцензованим футбольним агентом.

## Титули і досягнення
- Бронзовий олімпійський призер: 1980
- Чемпіон СРСР: 1976 (весна), 1979
- Срібний призер чемпіонатів СРСР: 1980, 1981, 1983, 1984, 1985
- Бронзовий призер чемпіонатів СРСР: 1975, 1982
- Фіналіст кубка СРСР: 1981
- Учасник чемпіонату світу з футболу 1982
- Найкращий бомбардир чемпіонату СРСР: 1983
- Член клубу 100 російських бомбардирів (145 голів, 10-е місце в списку)
- Член клубу Григорія Федотова (141 гол)
- У списках 33 найкращих футболістів СРСР 7 разів, з них № 1 (1979—1981, 1983—1984) — 5 разів, № 2 (1985), № 3 (1978)